# Clara Zappettini
 Clara Zappettini (Buenos Aires, Argentina, 27 de diciembre de 1940) es una directora de cine y productora de cine y de televisión de larga trayectoria en su país.

## Estudios
Estudio cine y televisión obteniendo los títulos de Licenciada en Realización Cinematográfica en la Universidad Nacional de La Plata y el de Directora integral de televisión en la Universidad del Salvador. Asistió como becada al Curso de Producción y Dirección, en la Radio Televisión Italiana (Italia) y visitó centros de producción de cine y de televisión en Estados Unidos por una invitación del International Visitor Program de United States Information Agency (USIAS).

## Actividad profesional

### Década de 1980
Después de trabajar en varios cortometrajes, en 1980 produjo y dirigió su primer largometraje documental sobre su propio guion escrito en colaboración Roberto Grasso con textos de Elena Mignaqui con fragmentos del poema Fundación mítica de Buenos Aires de Jorge Luis Borges, titulado Buenos Aires, la tercera fundación, en 35 mm en color,  que se estrenó el 5 de junio de 1980. Sobre el filme La Nación opinó:

«No se trata de un audiovisual…Bien realizado documental…montaje soberbio de Miguel Pérez…ironía, emotividad y dramatismo.»

Manrupe y Portela escriben:

«Es un ejemplo de cómo hacer un cuasi-documental no aburrido. Técnicamente bueno.»

El programa Historias con aplausos, emitida entre 1989 y 1992 por ATC que incluyó las brillantes intervenciones como presentador y analista de cine Claudio España. Se trataba de emisiones de una hora y media de duración dedicados a una gran figura de la pantalla nacional en cada una de ellas, con reportajes (a cargo de España pero sin aparecer en cámara) a allegados, parientes y compañeros de trabajo de los homenajeados, comentarios y fragmentos de sus películas. Algunos de los destacados fueron los dedicados a Libertad Lamarque, Hugo del Carril, Los Cinco Grandes del Buen Humor, Zully Moreno y Alberto Castillo, en las que mostraba su vasta erudición literaria y su rica formación humanística.

### Década de 1990
En 1990 produjo y dirigió un ciclo de 40 capítulos que se transmitió por ATC titulado Historias con aplausos. Al año siguiente dirigió los exteriores del programa El oro y el barro, protagonizado por Miguel Ángel Solá y Darío Grandinetti por Canal 9. En 1992 produjo y realizó el documental para ATC Evita, yo la conocí, sobre su propio guion, con motivo del 40.º aniversario del fallecimiento de Eva Perón y en el mismo canal realizó y produjo microprogramas de cine argentino para El palacio de la risa de Antonio Gasalla, que continúan al año siguiente, en que también hizo el video documental Julio Bocca, 25 años.
En 1994 fue durante 13 capítulos productora ejecutiva de 13 capítulos del ciclo Nueve lunas para Aries Cinematográfica Argentina e hizo el video documental Teatro Maipo producido por Artes y Entretenimientos. Al año siguiente produjo y realizó el programa Mujeres argentinas, los cuartos propios, un ciclo de biografías de mujeres para la Secretaría de Cultura de la Nación, que se emitió por ATC y realizó el video documental Castro-Ginastera, producido por Napoleón Cabrera.
En 1996 produjo y dirigió con su propio guion De personas a personas, una aproximación a la realidad cotidiana, dedicado a temas como la violencia familiar, HIV, alcoholismo, que incluía dramatizaciones. Al año siguiente pra el programa Hola Susana realizó y dirigió con la participación de importantes actores y actrices recreaciones de filmes famosos. También dirigió y produjo los 6 capítulos del video documental Cuadrante Sur, producidos por TV Quality e Historias con Aplausos video documental protagonizado por los actores y actrices pensionados en La Casa del Teatro, a beneficio de la entidad.
En 1999 realizó los videos documentales Julio Bocca, andanzas, para la exposición homónima realizada en el Palais de Glace y Mariquita Sánchez de Thompson, este último con la participación de las actrices Soledad Villamil, Marcela Ferradás y Ana María Bovo que se emitió por Canal (á).

### Década de 2000
En el año 2000 realizó y produjo el documental de 39 capítulos emitidos por canal (á) La otra tierra, (historias de inmigrantes en un país que busca su identidad), sobre su propio guion. Realizó la grabación del espectáculo Todo porque rías, de Les Luthiers y el video documental Chandon, 50 años, producido para la bodega del mismo nombre. De 2001 es Actrices, soportes de sueños, un video documental dedicado a las actrices de la época de oro de nuestro cine, que dirigió y produjo para la sección ‘La mujer y el cine’ en el 16º Festival de Cine de Mar del Plata; también reeditó y restauró los videos de los espectáculos Humor dulce hogar y Vigésimo aniversariode Les Luthiers, grabados en 1986 y 1989 y grabó el espectáculo El grosso concerto, del mismo conjunto con la Camerata Bariloche.
En 2002 grabó el espectáculo Las Obras de Ayer, el refrito, de Les Luthiers e hizo un video documental producido por el Teatro Maipo con motivo del 100º aniversario del nacimiento director cinematográfico Luis César Amadori.
En 2003 tuvo a su cargo la grabación del espectáculo Bocca-Ballet Argentino, producido por Julio Bocca y Lino Patalano y fue jurado del Fondo Nacional de las Artes para el Concurso Nacional de Becas Nacionales en Medios Audiovisuales. Al año siguiente 
produjo y tuvo a su cargo la grabación del espectáculo Bocca Tango, en el Teatro Maipo, realizó el documental Julio Bocca en San Petersburgo, reeditó el espectáculo Viejos Fracasos, que Les Luthiers habían producido en 1977 en Santiago de Chile y fue jurado en el Concurso de Guiones de Largometraje patrocinado por el INCAA y Metrovías.
En 2005 hizo el documental del 15.º aniversario de la creación del Ballet Argentino y un documental sobre Nélida Roca para el Teatro Maipo y fue jurado del Concurso Guiones Nacionales, organizado por el Fondo Nacional de las Artes. Al año siguiente realizó para el ciclo Biography de A&E Mundo el capítulo de Julio Bocca y se incorporó al Directorio del Fondo Nacional de las Artes.

## Labor docente
Clara Zappettini fue profesora de Puesta en Escena para televisión en el Instituto Superior de Formación Docente en Comunicación Audiovisual de la Provincia de Buenos Aires, profesora titular en la Escuela de Televisión de la Universidad del Salvador en las materias Libretos y guiones (1970) y Técnicas audiovisuales (1970-1971) además de Consejera Académica en el año 1971. Dictó los cursos de Guion cinematográfico (1976) y de Producción I (1985) en el Centro de Realización Cinematográfica del INCAA ERC (INCAA), institución donde fue además Directora a cargo del Taller de Producción para egresados entre los años 1983 y 1985. Profesora titular en la Universidad del Cine de 2004 a 2006 de la Cátedra de Producción en la Maestría de Cine Documental y profesora de Realización Televisiva en el ENERC (INCAA) en 2005.

## Filmografía
Directora
- Mariquita y Perichona (1994)
- Buenos Aires, la tercera fundación (1980)

Correalización
- Pejerrey cortometraje (1962)

Realizadora
- Entre los matacos cortometraje (1969)
- Vivir sin familia cortometraje (1962)

Productora
- Buenos Aires, la tercera fundación (1980)

Guionista
- Buenos Aires, la tercera fundación (1980)

Diseño de producción
- Gombrowicz, o la seducción (Representado por sus discípulos)  (1986)

Asistente de director
- La balada del regreso (1974)

Gerente de producción
- Camila  (1984)

## Premios
Por su actividad recibió diversos premios:
- Unidad Nacional del COMFER por ‘La otra tierra’ (1986);
- Premio Broadcasting de investigación periodística por Historias con aplausos (1990)
- Premio Martín Fierro en el rubro documental por Historias con aplausos (1990, 1991 y 1999)
- Premio Martín Fierro en el rubro documental por De personas a personas (1997)
- Premio Fund TV en el rubro científico-documental por HIV SIDA (1996)
- Premio Dignidad Asamblea Permanente por los Derechos Humanos por La mujer y sus derechos (1996)
- Premio 8 de marzo, Margarita de Ponce otorgado por la Unión de Mujeres Argentinas (2000).
- Premio Konex de Platino en el rubro documental, en los años 1991 y 2001.